# Emma (1996)
Emma ist eine US-amerikanische Literaturverfilmung aus dem Jahr 1996. Sie basiert auf dem gleichnamigen Roman von Jane Austen. Regie führte Douglas McGrath, die Hauptrollen übernahmen Gwyneth Paltrow, Ewan McGregor, Greta Scacchi und Jeremy Northam.

## Handlung
Highbury, eine ländliche Gemeinde in England Anfang des 19. Jahrhunderts. Emma Woodhouse, eine gutsituierte junge Frau von 21 Jahren, lebt, seit ihre ältere Schwester und ihr früheres Kindermädchen geheiratet haben, nunmehr alleine mit ihrem älteren Vater auf dem Familiensitz. Ein gern gesehener Gast ist ihr Schwippschwager Mr. Knightley. Der intelligente und rechtschaffene Junggeselle, der mit Mitte dreißig im besten Heiratsalter ist, kommt gelegentlich zu Besuch. Sie kennt ihn seit ihrer Kindheit. Zusammen betreiben sie z. B. Bogenschießen und geben sich geistreichen Schlagabtauschen hin. Abgesehen davon passiert aber nicht allzu viel in Emma Woodhouses Leben.
Als Emma die Bekanntschaft von Harriet Smith – einer jungen Frau von geringem Stand – macht, versucht sie, ihr eine Freundin zu sein und sie mit einer angemessenen Partie zu verheiraten. Die Avancen des Farmers Robert Martin Harriet gegenüber beurteilt Emma negativ. Sie bewegt Harriet dazu, seinen Heiratsantrag abzulehnen. Als geeigneter Kandidat schwebt ihr Mr. Elton, der örtliche Geistliche, vor. Tatsächlich scheint dieser sich für Miss Smith zu interessieren, was Emma an seinen lobenden Äußerungen über ein Porträt Harriets, das sie gezeichnet hat, zu erkennen meint. Am Weihnachtsabend zerschellt die Hoffnung jedoch unerwartet. In einem unbeobachteten Moment gesteht Mr. Elton Emma, dass er sie liebe und heiraten wolle. Er ist geradezu entsetzt, als Emma ihn auf ihre Freundin anspricht, da er Harriet für weit unter seiner Würde hält. Emma wiederum ist entsetzt, dass Mr. Elton es gewagt hat, ein Auge auf sie selbst zu werfen. Kurze Zeit später heiratet der beleidigte und verletzte Mr. Elton eine junge Dame namens Augusta Hawkins. Augusta Hawkins ist die amüsante Karikatur einer anmaßenden und eingebildeten Neureichen. 
In Gestalt des charmanten Frank Churchill naht die nächste Abwechslung. Emma erwartet, sich selbst in ihn zu verlieben, was aber nicht geschieht. In einer ironischen Szene analysiert sie, ob sie verliebt ist, wenn ja, wie sehr, und an welchen Symptomen sie die Liebe diagnostizieren kann. Frank Churchill ist unterdessen heimlich mit Jane Fairfax, einer mittellosen, aber klugen und hochgebildeten Waise aus Highbury und Nichte der Nachbarin Miss Bates, verlobt. Die beiden halten ihre Zuneigung zueinander aber geheim, da Frank von einer reichen Erbtante abhängig ist, die eine solche Verbindung nicht dulden würde. Frank flirtet zur Tarnung mit Emma und gilt als ihr Verehrer.
Nachdem sich Emma bei einem Picknick von Dorfbewohnern unfair gegenüber Miss Bates, einer verarmten alten Jungfer des Ortes, verhält, geht ihr Freund Mr. Knightley harsch mit ihr ins Gericht, weil er das schlechte Verhalten für ein Zeichen des verderblichen Einflusses von Frank Churchill hält. Emma, die genau weiß, wie gemein sie war, ist am Boden zerstört. Sie will Mr. Knightleys gute Meinung von ihr wiederherstellen und bemüht sich um Miss Bates. Mr. Knightley fährt überraschend nach London zu seinem Bruder.
Als Harriet ihr eröffnet, dass sie sich in Mr. Knightley verliebt hat, ist Emma erst erstaunt; als Harriet auch noch vermutet, dass er ihre Gefühle erwidert, erkennt Emma sehr schnell, dass sie selbst Mr. Knightley nicht nur schätzt, sondern liebt. Trotz ihrer eigenen Gefühle versichert sie Harriet, dass Mr. Knightley der letzte Mann sei, der einer Frau Gefühle, die er nicht hat, vorspielen würde.
Der Knoten löst sich, als Frank Churchills Erbtante stirbt und Frank seine Verlobung mit Jane Fairfax öffentlich machen kann. Mr. Knightley eilt zu Emma, weil er befürchtet, Emma sei durch den untreuen Frank verletzt worden, und will sie trösten. Emma versichert ihm ihre Gleichgültigkeit gegenüber Frank, und Mr. Knightley, der schon lange in Emma verliebt ist, beginnt zu hoffen. Er gesteht, dass er Emma liebt und nur verreist ist, weil er eifersüchtig war und vermutet hatte, dass sie Mr. Churchill liebe. Sie heiraten, und da Harriet schließlich doch noch Robert Martins Frau wird, ist Emmas Glück vollkommen.

## Synchronisation
| Rolle           | Darsteller/in         | Dt. Synchronsprecher/in |
| --------------- | --------------------- | ----------------------- |
| Emma Woodhouse  | Gwyneth Paltrow       | Katrin Fröhlich         |
| Mr. Knightley   | Jeremy Northam        | Frank Röth              |
| Frank Churchill | Ewan McGregor         | Philipp Moog            |
| Harriet Smith   | Toni Collette         | Judith Brandt           |
| Mrs. Weston     | Greta Scacchi         | Angelika Bender         |
| Mr. Elton       | Alan Cumming          | Thomas Darchinger       |
| Mr. Cole        | John Franklyn-Robbins | Norbert Gastell         |

## Kritiken
„Ein subtil unterhaltendes Sittengemälde um die Differenz von Wünschen und Sagen, Meinen und Handeln.“

„Die Handlung nach dem Erfolgsroman von Jane Austen wird einerseits in ihrem historischen Zusammenhang belassen, weitet sich andererseits aber zu einer Komödie der erstrebten und verhinderten Beziehungen aus, die ebensogut in der Moderne spielen könnte.“

## Auszeichnungen
Rachel Portman gewann mit ihrer Musik zum Film 1996 den Oscar.
Außerdem war die Designerin der Kostüme des Films, Ruth Myers, für einen Oscar in der Kategorie Beste Kostüme nominiert.
Die Deutsche Film- und Medienbewertung FBW in Wiesbaden verlieh dem Film das Prädikat wertvoll.

## Weitere Adaptionen
Im Jahr 1972 entstand die Fernsehserie Emma, 1996 auch der Fernsehfilm Emma mit Kate Beckinsale in der Titelrolle. 2009 folgte mit Emma eine vierteilige Fernsehverfilmung. 2020 kam eine weitere Verfilmung, mit Anya Taylor-Joy in der Hauptrolle, in die Kinos.